# Campionat d'Espanya de rugbi masculí
El Campionat d'Espanya de rugbi masculí, denominada des de l'any 1976 Copa del Rei de rugbi, i anteriorment Copa SE El Generalíssim entre 1940 i 1975, és una competició esportiva de clubs espanyols de rugbi a XV, creat el 1926. De caràcter anual, està organitzada per la Federació Espanyola de Rugbi i se celebra de forma ininterrompuda després del parèntesi de la Guerra Civil. Hi participen els quatre millors equips classificats de la primera volta de la Lliga, disputant una fase inicial a principis d'any en sistema d'eliminació directa que determina els finalistes de la competició. La gran final es disputa en una seu neutral als mesos d'abril o maig.
Històricament, la competició ha estat dominada pels equips catalans i madrilenys, essent el FC Barcelona amb setze, l'equip amb més títols aconseguits, seguit de la Unió Esportiva Santboiana amb dotze. Des de la dècada del 1990, destaca la irrupció dels equips castellanolleonesos, com el Valladolid Rugby Asociación Club i Club de Rugby El Salvador en el palmarès de la competició.

## Equips participants
A la temporada 2020-21 hi participen:
- Lexus Alcobendas Rugby
- FC Barcelona
- Universidad de Burgos - Bajo Cero
- Silverstom El Salvador

## Historial
| En negreta = Equip guanyador (1) = Nombre de títols Nota: Noms dels equips segons l'època. |

| Edició                                                                    | Temp.                        | Data                         | Campió                          | Resultat                     | Subcampió                    | Seu                                  | refs.                        |
| Campionat d'Espanya de rugbi                                              | Campionat d'Espanya de rugbi | Campionat d'Espanya de rugbi | Campionat d'Espanya de rugbi    | Campionat d'Espanya de rugbi | Campionat d'Espanya de rugbi | Campionat d'Espanya de rugbi         | Campionat d'Espanya de rugbi |
| ------------------------------------------------------------------------- | ---------------------------- | ---------------------------- | ------------------------------- | ---------------------------- | ---------------------------- | ------------------------------------ | ---------------------------- |
| I                                                                         | 1925-26                      |                              | FC Barcelona (1)                | 19-0                         | CDA Infantería de Toledo     |                                      |                              |
| No es disputà entre 1927 i 1929                                           |                              |                              |                                 |                              |                              |                                      |                              |
| II                                                                        | 1929-30                      |                              | FC Barcelona (2)                | 39-3                         | Reial Madrid CF              |                                      |                              |
| III                                                                       | 1930-31                      |                              | UE Santboiana (1)               | 12-6                         | Reial Madrid CF              |                                      |                              |
| IV                                                                        | 1931-32                      |                              | FC Barcelona (3)                | 20-3                         | Reial Madrid CF              |                                      |                              |
| V                                                                         | 1932-33                      |                              | UE Santboiana (2)               | 24-6                         | Reial Madrid CF              |                                      |                              |
| VI                                                                        | 1933-34                      |                              | Reial Madrid CF (1)             | 14-6                         | FUE València                 |                                      |                              |
| VII                                                                       | 1934-35                      |                              | RS Gimnástica Española (1)      | 11-3                         | FUE València                 |                                      |                              |
| No es disputà entre 1936 i 1940 per l'esclat de la Guerra Civil Espanyola |                              |                              |                                 |                              |                              |                                      |                              |
| Campionat de SE el Generalíssim                                           |                              |                              |                                 |                              |                              |                                      |                              |
| VIII                                                                      | 1940-41                      |                              | SEU Madrid (1)                  | 14-10                        | RCD Espanyol                 |                                      |                              |
| IX                                                                        | 1941-42                      |                              | FC Barcelona (4)                | 17-8                         | SEU Madrid                   |                                      |                              |
| X                                                                         | 1942-43                      |                              | UE Santboiana (3)               | 16-0                         | Tabernes de Valldigna        |                                      |                              |
| XI                                                                        | 1943-44                      |                              | FC Barcelona (5)                | 9-0                          | SEU Madrid                   |                                      |                              |
| XII                                                                       | 1944-45                      |                              | FC Barcelona (6)                | 3-0                          | SEU Madrid                   |                                      |                              |
| XIII                                                                      | 1945-46                      |                              | FC Barcelona (7)                | 23-13                        | SEU Madrid                   |                                      |                              |
| XIV                                                                       | 1946-47                      |                              | SEU Madrid (2)                  | 16-3                         | FC Barcelona                 |                                      |                              |
| XV                                                                        | 1947-48                      |                              | UE Santboiana (4)               | 13-9                         | SEU León                     |                                      |                              |
| XVI                                                                       | 1948-49                      |                              | Atlètic de Madrid (1)           | 8-3                          | UE Santboiana                |                                      |                              |
| XVII                                                                      | 1949-50                      |                              | FC Barcelona (8)                | 10-3                         | Atlètic de Madrid            |                                      |                              |
| XVIII                                                                     | 1950-51                      |                              | FC Barcelona (9)                | 14-0                         | Atlètic de Madrid            |                                      |                              |
| XIX                                                                       | 1951-52                      |                              | FC Barcelona (10)               | 10-3                         | Atlètic de Madrid            |                                      |                              |
| XX                                                                        | 1952-53                      |                              | FC Barcelona (11)               | 6-3                          | Atlètic de Madrid            |                                      |                              |
| XXI                                                                       | 1953-54                      | 05-1954                      | SEU Madrid (3)                  | 16-3                         | CN Barcelona                 | Campo Ciudad Universitaria, Madrid   |                              |
| XXII                                                                      | 1954-55                      |                              | FC Barcelona (12)               | 10-0                         | Atlètic de Madrid            |                                      |                              |
| XXIII                                                                     | 1955-56                      |                              | FC Barcelona (13)               | 6-3                          | UE Santboiana                |                                      |                              |
| XXIV                                                                      | 1956-57                      |                              | CN Barcelona (1)                | 8-0                          | FC Barcelona                 |                                      |                              |
| XXV                                                                       | 1957-58                      |                              | UE Santboiana (5)               | 11-9                         | FC Barcelona                 |                                      |                              |
| XXVI                                                                      | 1958-59                      |                              | UE Santboiana (6)               | 20-14                        | Picadero JC                  |                                      |                              |
| XXVII                                                                     | 1959-60                      |                              | UE Santboiana (7)               | 8-3                          | CN Barcelona                 |                                      |                              |
| XXVIII                                                                    | 1960-61                      |                              | UE Santboiana (8)               | 3-0                          | CN Barcelona                 |                                      |                              |
| XXIX                                                                      | 1961-62                      |                              | UE Santboiana (9)               | 6-3                          | Atlètic de Madrid            |                                      |                              |
| XXX                                                                       | 1962-63                      |                              | CN Barcelona (2)                | 3-0                          | UE Santboiana                |                                      |                              |
| XXXI                                                                      | 1963-64                      | 12-04-1964                   | Canoe NC (1)                    | 3-0                          | UE Santboiana                | Estadio Ruiz de Alda, Pamplona       | [ 2 ]                        |
| XXXII                                                                     | 1964-65                      |                              | FC Barcelona (14)               | 3-0                          | CR Universitat de Barcelona  |                                      |                              |
| XXXIII                                                                    | 1965-66                      |                              | Canoe NC (2)                    | 12-0                         | CR Universitat de Barcelona  |                                      |                              |
| XXXIV                                                                     | 1966-67                      |                              | CR Cisneros (1)                 | 14-3                         | UE Santboiana                |                                      |                              |
| XXXV                                                                      | 1967-68                      |                              | CA San Sebastián (1)            | 8-6                          | FC Barcelona                 |                                      |                              |
| XXXVI                                                                     | 1968-69                      |                              | CR Cisneros (2)                 | 11-8                         | FC Barcelona                 |                                      |                              |
| XXXVII                                                                    | 1969-70                      |                              | Canoe NC (3)                    | 17-13                        | CA San Sebastián             |                                      |                              |
| XXXVIII                                                                   | 1970-71                      |                              | Canoe NC (4)                    | 6-3                          | El Salvador Valladolid       |                                      |                              |
| XXXIX                                                                     | 1971-72                      |                              | CA San Sebastián (2)            | 31-10                        | CN Barcelona                 |                                      |                              |
| XL                                                                        | 1972-73                      |                              | CA San Sebastián (3)            | 21-13                        | CD Arquitectura              |                                      |                              |
| XLI                                                                       | 1973-74                      | 02-06-1974                   | Canoe NC (5)                    | 13-9                         | CA San Sebastián             | Campo Ciudad Universitaria, Madrid   | [ 3 ]                        |
| XLII                                                                      | 1974-75                      | 25-05-1975                   | CA San Sebastián (3)            | 14-0                         | CDU Valladolid               | Campo Ciudad Universitaria, Madrid   | [ 4 ]                        |
| XLIII                                                                     | 1975-76                      |                              | CD Arquitectura (1)             | 24-12                        | CAU Madrid                   |                                      |                              |
| Copa de SM el Rei                                                         |                              |                              |                                 |                              |                              |                                      |                              |
| XLIV                                                                      | 1976-77                      |                              | CAU Madrid (1)                  | 26-6                         | CR Cisneros                  |                                      |                              |
| XLV                                                                       | 1977-78                      |                              | CAU Madrid (2)                  | 22-9                         | CD Arquitectura              |                                      |                              |
| XLVI                                                                      | 1978-79                      | 27-05-1979                   | CR Cisneros (3)                 | 26-14                        | RC Valencia                  | Col·legi Seminario Menor, Tarassona  | [ 5 ]                        |
| XLVII                                                                     | 1979-80                      | 18-05-1980                   | CD Arquitectura (2)             | 19-0                         | CAU Madrid                   | Campo de Orcasitas, Madrid           | [ 6 ]                        |
| XLVIII                                                                    | 1980-81                      | 24-05-1981                   | CD Arquitectura (3)             | 25-7                         | Real Canoe NC                | Madrid                               | [ 7 ]                        |
| XLIX                                                                      | 1981-82                      | 16-05-1982                   | CR Cisneros (4)                 | 7-6                          | CD Arquitectura              | Campo de Orcasitas, Madrid           | [ 8 ]                        |
| L                                                                         | 1982-83                      | 15-05-1983                   | FC Barcelona (15)               | 27-12                        | CAU Madrid                   | Campo de Orcasitas, Madrid           | [ 9 ]                        |
| LI                                                                        | 1983-84                      | 27-05-1984                   | CD Arquitectura (4)             | 12-10                        | FC Barcelona                 | Burgos                               | [ 10 ]                       |
| LII                                                                       | 1984-85                      | 26-05-1985                   | FC Barcelona (16)               | 36-7                         | CDU Valladolid               | Camp La Foixarda, Barcelona          | [ 11 ]                       |
| LIII                                                                      | 1985-86                      |                              | CD Arquitectura (5)             | 27-12                        | RC València                  |                                      |                              |
| LIV                                                                       | 1986-87                      |                              | Olímpico Pozuelo RC (1)         | 26-10                        | CR Cisneros                  |                                      |                              |
| LV                                                                        | 1987-88                      |                              | CD Arquitectura (6)             | 21-12                        | Real Canoe NC                |                                      |                              |
| LVI                                                                       | 1988-89                      |                              | UE Santboiana (10)              | 25-9                         | CR Liceo Francés             |                                      |                              |
| LVII                                                                      | 1989-90                      |                              | Xerox Getxo (1)                 | 28-7                         | UE Santboiana                |                                      |                              |
| LVIII                                                                     | 1990-91                      |                              | Xerox Getxo (2)                 | 32-15                        | Gernika RT                   | El Puerto de Santa María             |                              |
| LIX                                                                       | 1991-92                      |                              | Xerox Getxo (3)                 | 20-9                         | Mercabarna BUC               | Getxo                                |                              |
| LX                                                                        | 1992-93                      |                              | Dulciora El Salvador (1)        | 13-6                         | Xerox Getxo                  | Conca                                |                              |
| LXI                                                                       | 1993-94                      |                              | El Monte Ciencias RC (1)        | 32-12                        | Xerox Arquitectura           | Sevilla                              |                              |
| LXII                                                                      | 1994-95                      |                              | El Monte Ciencias RC (2)        | 37-25                        | Xerox Getxo                  | Oviedo                               |                              |
| LXIII                                                                     | 1995-96                      |                              | El Monte Ciencias RC (3)        | 28-13                        | VRAC Quesos Entrepinares     | Madrid                               |                              |
| LXIV                                                                      | 1996-97                      |                              | Xerox Getxo (4)                 | 37-19                        | El Monte Ciencias RC         | Madrid                               |                              |
| LXV                                                                       | 1997-98                      |                              | VRAC Quesos Entrepinares (1)    | 37-19                        | Real Canoe NC                | Campos de Pepe Rojo, Valladolid      |                              |
| LXVI                                                                      | 1998-99                      |                              | Dulciora El Salvador (2)        | 27-19                        | Real Canoe NC                | Campos de Pepe Rojo, Valladolid      |                              |
| LXVII                                                                     | 1999-00                      |                              | UE Santboiana (11)              | 36-15                        | Dulciora El Salvador         | Campos de Pepe Rojo, Valladolid      |                              |
| LXVIII                                                                    | 2000-01                      |                              | UCM Canoe (6)                   | 37-20                        | CR Liceo Francés             | Madrid                               |                              |
| LXIX                                                                      | 2001-02                      |                              | Madrid 2012 (7)                 | 23-15                        | VRAC Quesos Entrepinares     | Madrid                               |                              |
| LXX                                                                       | 2002-03                      |                              | UCM 2M12 (8)                    | 11-10                        | La Moraleja Alcobendas       | Campos de Pepe Rojo, Valladolid      |                              |
| LXXI                                                                      | 2003-04                      |                              | Bera Bera RT (1)                | 47-38                        | UE Santboiana                | Saragossa                            |                              |
| LXXII                                                                     | 2004-05                      |                              | Cetransa El Salvador (3)        | 29-8                         | Getxo Artea RT               | Saragossa                            |                              |
| LXXIII                                                                    | 2005-06                      |                              | Cetransa El Salvador (4)        | 34-9                         | VRAC Quesos Entrepinares     | Campos de Pepe Rojo, Valladolid      |                              |
| LXXIV                                                                     | 2006-07                      | 10-06-2007                   | Cetransa El Salvador (5)        | 29-16                        | UE Santboiana                | Gijón                                | [ 12 ]                       |
| LXXV                                                                      | 2007-08                      | 03-05-2008                   | Pozuelo CRC Madrid (9)          | 36-31                        | Cetransa El Salvador         | Estadio Central de la UCM            | [ 13 ]                       |
| LXXVI                                                                     | 2008-09                      | 10-05-2009                   | Pozuelo CRC Madrid (10)         | 34-26                        | Cajasol Rugby Ciencias       | Estadi de San Pablo, Sevilla         | [ 14 ]                       |
| LXXVII                                                                    | 2009-10                      | 16-05-2010                   | VRAC Quesos Entrepinares (2)    | 33-17                        | CR La Vila                   | Estadio La Albuera, Segòvia          |                              |
| LXXVIII                                                                   | 2010-11                      | 10-04-2011                   | Cetransa El Salvador (6)        | 13-0                         | VRAC Quesos Entrepinares     | Camp del Pantà, Vila Joiosa          |                              |
| LXXIX                                                                     | 2011-12                      | 22-04-2012                   | AMPO Ordizia (1)                | 30-27                        | Cetransa El Salvador         | Estadio La Nueva Balastera, Palència |                              |
| LXXX                                                                      | 2012-13                      | 05-05-2013                   | AMPO Ordizia (2)                | 27-17                        | VRAC Quesos Entrepinares     | Estadio El Sardinero, Santander      |                              |
| LXXXI                                                                     | 2013-14                      | 27-04-2014                   | VRAC Quesos Entrepinares (3)    | 40-18                        | Bathco Independiente RC      | Estadio La Nueva Balastera, Palència | [ 15 ]                       |
| LXXXII                                                                    | 2014-15                      | 19-04-2015                   | VRAC Quesos Entrepinares (4)    | 33-15                        | Complutense Cisneros         | Campos de Pepe Rojo, Valladolid      | [ 16 ]                       |
| LXXXIII                                                                   | 2015-16                      | 17-04-2016                   | Silverstorm El Salvador (7)     | 13-9                         | VRAC Quesos Entrepinares     | Estadio José Zorrilla, Valladolid    | [ 17 ]                       |
| LXXXIV                                                                    | 2016-17                      | 30-04-2017                   | UE Santboiana (12)              | 16-6                         | Silverstorm El Salvador      | Estadio José Zorrilla, Valladolid    | [ 18 ]                       |
| LXXXV                                                                     | 2017-18                      | 29-04-2018                   | VRAC Quesos Entrepinares (5)    | 20-16                        | Silverstorm El Salvador      | Estadi Ciutat de València            | [ 19 ]                       |
| LXXXVI                                                                    | 2018-19                      | 27-04-2019                   | Sanitas Alcobendas (1)          | 24-23                        | FC Barcelona                 | Estadio Nacional Complutense, Madrid | [ 20 ]                       |
| LXXXVII                                                                   | 2019-20                      | 18-10-2020                   | Lexus Alcobendas (2)            | 24-18                        | Silverstorm El Salvador      | Campo Bienvenido Nieto, Burgos       | [ 21 ]                       |
| LXXXVIII                                                                  | 2020-21                      | 06-06-2021                   | Lexus Alcobendas (3)            | 37-13                        | UBU-Bajo Cero                | Estadi Carlos Belmonte, Albacete     | [ 22 ]                       |
| LXXXIX                                                                    | 2021-22                      | 25-09-2022                   | Silverstorm El Salvador (8)     | 27-26                        | Real Ciencias Enersidencias  | Estadi de La Cartuja, Sevilla        | [ 23 ]                       |
| XC                                                                        | 2022-23                      | 07-05-2023                   | VRAC Quesos Entrepinares (6)    | 29-25                        | Recoletas Burgos-UBU         | Estadi de La Cartuja, Sevilla        | [ 24 ]                       |
| XIC                                                                       | 2023-24                      | 04-05-2024                   | Recoletas Burgos Caja Rural (1) | 20-19                        | VRAC Quesos Entrepinares     | Estadi Ciutat de València, València  | [ 25 ]                       |

## Palmarès
| Equip                            | Campió | Subcampió | Finals | Anys campió | Anys subcampió                                                         |
| -------------------------------- | ------ | --------- | ------ | --- | ---------------------------------------------------------------------- |
| Futbol Club Barcelona            | 16     | 7         | 23     | 1925-26, 1929-30, 1931-32, 1941-42, 1943-44, 1944-45, 1945-46, 1949-50, 1950-51, 1951-52, 1952-53, 1954-55, 1955-56, 1964-65, 1982-83, 1984-85 | 1946-47, 1956-57, 1957-58, 1967-68, 1968-69, 1983-84, 2018-19          |
| Unió Esportiva Santboiana        | 12     | 8         | 20     | 1930-31, 1932-33, 1942-43, 1947-48, 1957-58, 1958-59, 1959-60, 1960-61, 1961-62, 1988-89, 1999-00, 2016-17                                     | 1948-49, 1955-56, 1962-63, 1963-64, 1966-67, 1989-90, 2003-04, 2006-07 |
| Club de Rugby El Salvador        | 8      | 7         | 15     | 1992-93, 1998-99, 2004-05, 2005-06, 2006-07, 2010-11, 2015-16, 2021-22                                                                         | 1970-71, 1999-00, 2007-08, 2011-12, 2016-17, 2017-18, 2019-20          |
| Club Deportivo Arquitectura      | 6      | 4         | 10     | 1975-76, 1979-80, 1980-81, 1983-84, 1985-86, 1987-88                                                                                           | 1972-73, 1977-78, 1981-82, 1993-94                                     |
| Valladolid Rugby Asociación Club | 6      | 6         | 11     | 1997-98, 2009-10, 2013-14, 2014-15, 2017-18, 2022-23                                                                                           | 1995-96, 2001-02, 2005-06, 2010-11, 2012-13, 2015-16                   |
| Club de Rugby Cisneros           | 4      | 3         | 7      | 1966-67, 1968-69, 1978-79, 1981-82 | 1976-77, 1986-87, 2014-15                                              |
| Getxo Rugby Taldea               | 4      | 3         | 7      | 1989-90, 1990-91, 1991-92, 1996-97 | 1992-93, 1994-95, 2004-05                                              |
| Club Atlético San Sebastián      | 4      | 2         | 6      | 1967-68, 1971-72, 1972-73, 1974-75 | 1969-70, 1973-74                                                       |
| SEU Madrid                       | 3      | 4         | 7      | 1940-41, 1946-47, 1953-54 | 1941-42, 1943-44, 1944-45, 1945-46                                     |
| Club de Rugby Ciencias           | 3      | 3         | 6      | 1993-94, 1994-95, 1995-96 | 1996-97, 2008-09, 2021-22                                              |
| Club Alcobendas Rugby            | 3      | 1         | 3      | 2018-19, 2019-20, 2020-21 | 2002-03                                                                |
| Club Natació Barcelona           | 2      | 4         | 6      | 1956-57, 1962-63 | 1953-54, 1959-60, 1960-61, 1971-72                                     |
| CAU Madrid Rugby Club            | 2      | 3         | 5      | 1976-77, 1977-78 | 1975-76, 1979-80, 1982-83                                              |
| Ordizia Rugby Elkartea           | 2      | 0         | 2      | 2011-12, 2012-13 | ―                                                                      |
| Aparejadores Rugby Burgos        | 1      | 1         | 2      | 2023-24 | 2022-23                                                                |